# Ejido Comanito
Ejido Comanito är en ort i Mexiko.   Den ligger i kommunen Culiacán och delstaten Sinaloa, i den västra delen av landet, 1 000 km nordväst om huvudstaden Mexico City. Ejido Comanito ligger 59 meter över havet och antalet invånare är 254.
Terrängen runt Ejido Comanito är huvudsakligen platt, men österut är den kuperad. Runt Ejido Comanito är det ganska tätbefolkat, med 104 invånare per kvadratkilometer. Närmaste större samhälle är Villa de Costa Rica, 15,6 km nordväst om Ejido Comanito. Trakten runt Ejido Comanito består till största delen av jordbruksmark.